# 片町きらら
片町きらら（かたまちきらら、英語: Katamachi Kirara）は、石川県金沢市片町にある複合商業施設である。

## 概要
2014年（平成26年）に閉館したラブロ片町跡地を再開発して、2015年（平成27年）9月18日に開業した。当初の名称は片町A地区再開発新ビルであった。片町A地区市街地再開発組合と株式会社プロパティマネジメント片町が主体となって再開発事業を実施、プロパティマネジメント片町が管理運営者となっている。 
名称は公募で決められ、2015年（平成27年）4月に名称を片町きららと決定した。この名前には、片町にふさわしい輝くように美しくきららかな未来を感じさせるランドマークになってほしいという思いが込められている。全体の開業は2016年（平成28年）5月20日となった。

## 各階フロア構成
現在のテナントの詳細は、公式サイトのフロアガイドまたはショップリストを参照の事。
- 開業当初は15店での営業となっていたが[2]、テナントの入退去により当初の店舗数より少なくなっている。
- 現在、住宅展示場「AI-STUDIO-KANAZAWA」（アイ工務店）がテナント入居している3Fフロア[11]には、かつて（同店として100店目の出店となる[3]）ロフト片町きらら店[3][4][11]がテナント入居していたが、2021年（令和3年）10月8日に金沢フォーラスへ移転している[12][13]。

| 階 | フロア概要                                                                     |
| -- | ------------------------------------------------------------------------------ |
| 6F | アルカンシエル金沢（結婚式場）                                                 |
| 5F | アルカンシエル金沢（結婚式場）、バックヤードおよび大和本社フロア（関係者のみ） |
| 4F | アルカンシエル金沢（結婚式場）                                                 |
| 3F | H&M（北陸3県で初出店）、AI-STUDIO-KANAZAWA（アイ工務店の屋内型住宅展示場）     |
| 2F | H&M、他                                                                        |
| 1F | H&M、スギ薬局                                                                  |

## まちかど思い出ピアノ
2017年（平成29年）10月、金沢市は誰でも気軽にピアノ演奏できるようにストリートピアノ「まちかど思い出ピアノ」を設置した。当初は金沢駅もてなしドーム地下広場と片町きららの2か所に設置した。片町のピアノは、旧金沢市立菊川町小学校（廃校、現在の金沢市立犀桜小学校）で使用されたピアノを金沢美術工芸大学の学生が装飾を施し再生したものであった。
2018年（平成30年）7月、片町きららに設置されていたピアノを学生（当時）が破壊（事件後器物損壊罪で逮捕）。翌月に撤去されたが、2019年（令和元年）9月に金沢市立北鳴中学校で使用されたピアノが再生され展示されることになった。事件を受け、防犯カメラが設置され監視できるよう防犯対策が強化された。新型コロナウイルスへの感染防止の観点から、2020年（令和2年）4月に一度撤去されたが、現在は再開している。このピアノは2022年（令和4年）1月16日（初回放送）にNHK BS1『街角ピアノ』「金沢編」として放送された。

## 交通アクセス
公共交通機関（路線バス）
- 北陸鉄道バス「片町」バス停より徒歩約2分（金沢駅方面への北行きのみ施設前に設置）。

自動車
- 北陸自動車道 金沢西ICより約15分。

## 周辺
- 片町商店街
- プレーゴ
- 竪町商店街（タテマチストリート）
- 香林坊東急スクエア
- 香林坊アトリオ
- 大和香林坊店（本店）